# Waalse Pijl 2015
De 79e editie van de wielerwedstrijd Waalse Pijl werd gehouden op 22 april 2015. De wedstrijd maakt deel uit van de UCI World Tour. Titelverdediger Alejandro Valverde wist zijn titel te prolongeren.

## Deelnemende ploegen
| 17 UCI World Tour-ploegen | 17 UCI World Tour-ploegen | 17 UCI World Tour-ploegen | 8 wildcards                 |
| ------------------------- | ------------------------- | ------------------------- | --------------------------- |
| AG2R La Mondiale          | Giant-Alpecin             | Movistar                  | Roompot Oranje Peloton      |
| Astana                    | IAM Cycling               | Orica-GreenEdge           | Topsport Vlaanderen-Baloise |
| BMC Racing Team           | Katjoesja                 | Team Sky                  | Wanty-Groupe Gobert         |
| Cannondale-Garmin         | Lampre-Merida             | Tinkoff-Saxo              | MTN-Qhubeka                 |
| Etixx-Quick Step          | LottoNL-Jumbo             | Trek Factory Racing       | Bretagne                    |
| FDJ                       | Lotto Soudal              |                           | Cofidis                     |
|                           |                           |                           | Team Europcar               |
|                           |                           |                           | Unitedhealthcare            |

## Parcours

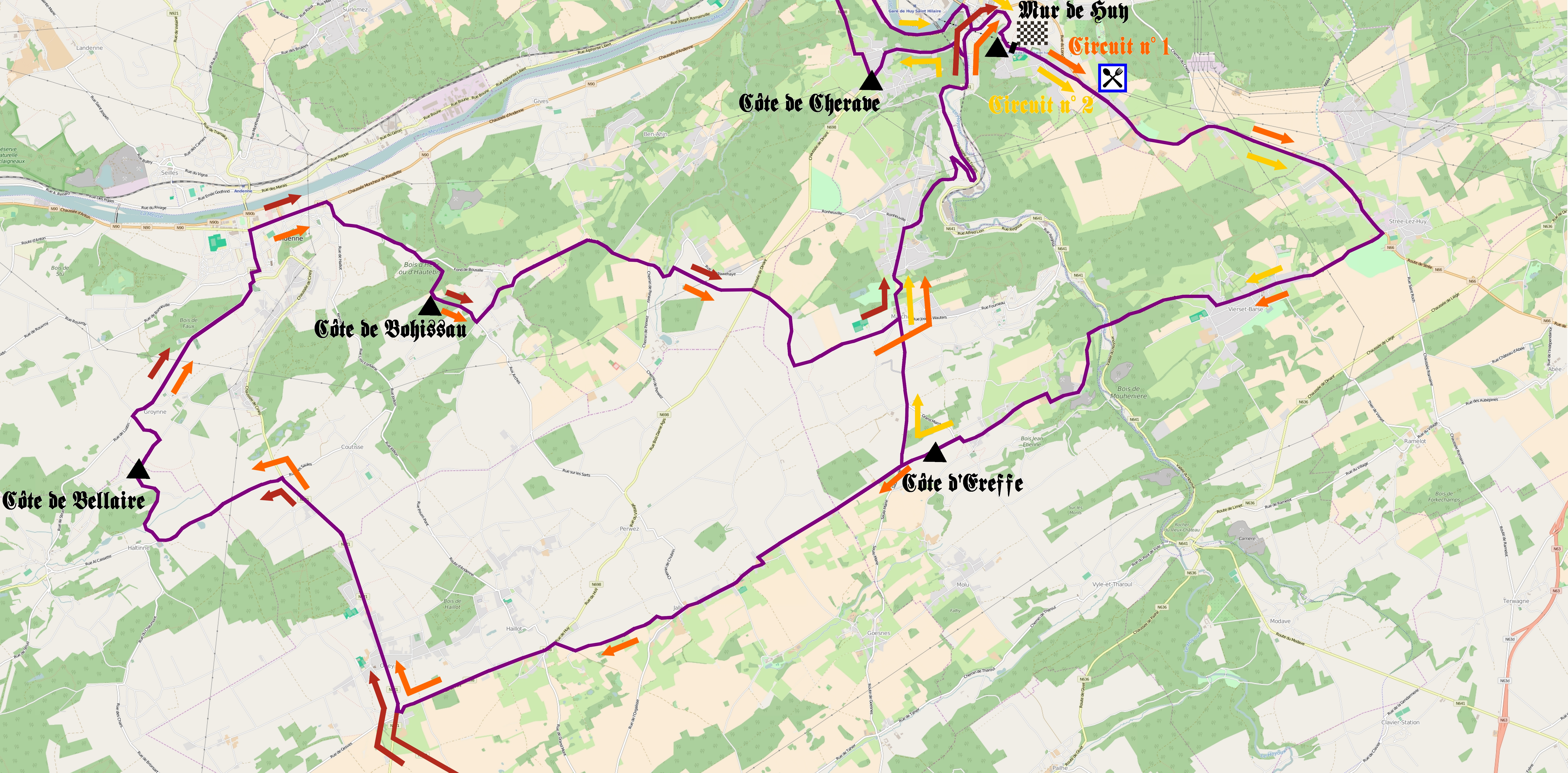

De wedstrijd start in Borgworm. De finish ligt na de derde beklimming van de Muur van Hoei in de gelijknamige stad.
In totaal zijn er 11 officiële beklimmingen in het parcours opgenomen:
| na km | beklimming            | lengte (km) | stijgingspercentage |
| ----- | --------------------- | ----------- | ------------------- |
| 22,0  | Côte des 36 Tournants | 2,9         | 4,8%                |
| 92,0  | Côte de Bellaire      | 1           | 6,3%                |
| 100,0 | Côte de Bohissau      | 2,4         | 5,5%                |
| 118,0 | Muur van Hoei         | 1,3         | 9,6%                |
| 131,0 | Côte d'Ereffe         | 2,1         | 5%                  |
| 150,0 | Côte de Bellaire      | 1           | 6,3%                |
| 158,5 | Côte de Bohissau      | 2.4         | 5,5%                |
| 176,5 | Muur van Hoei         | 1,3         | 9,6%                |
| 189,0 | Côte d'Ereffe         | 2,1         | 5%                  |
| 200,0 | Côte de Cherave       | 1,3         | 8,1%                |
| 205,5 | Muur van Hoei         | 1,3         | 9,6%                |

## Rituitslag
| Rituitslag |                    |                     |          |
| Plaats     | Naam               | Ploeg               | Tijd     |
| Winnaar    | Alejandro Valverde | Movistar            | 5h'08'22 |
| 2          | Julian Alaphilippe | Etixx-Quick Step    | z.t.     |
| 3          | Michael Albasini   | Orica-Greenedge     | z.t.     |
| 4          | Joaquim Rodriguez  | Katjoesja           | z.t.     |
| 5          | Daniel Moreno      | Katjoesja           | z.t.     |
| 6          | Alexis Vuillermoz  | AG2R La Mondiale    | 4"       |
| 7          | Sergio Henao       | Team Sky            | 4"       |
| 8          | Jakob Fuglsang     | Astana              | 4"       |
| 9          | Tom-Jelte Slagter  | Cannondale-Garmin   | 4"       |
| 10         | Wilco Kelderman    | LottoNL-Jumbo       | 4"       |
| 11         | Roman Kreuziger    | Tinkoff-Saxo        | 8"       |
| 12         | Rinaldo Nocentini  | AG2R La Mondiale    | 10"      |
| 13         | Dylan Teuns        | BMC                 | 10"      |
| 14         | Pierre Rolland     | Europcar            | 13"      |
| 15         | Enrico Gasparotto  | Wanty-Groupe Gobert | 13"      |
| 16         | Jonathan Hivert    | Bretagne            | 16"      |
| 17         | Mathias Frank      | IAM Cycling         | 16"      |
| 18         | Michele Scarponi   | Astana              | 16"      |
| 19         | Bauke Mollema      | Trek Factory Racing | 19"      |
| 20         | Vincenzo Nibali    | Astana              | 19"      |

## Vrouwen
De 18e editie van de vrouweneditie van de wielerwedstrijd Waalse Pijl werd gehouden op 22 april 2015. De rennsters reden 121 kilometer van Hoei naar de Muur van Hoei. De wedstrijd maakte deel uit van de UCI Road Women World Cup 2015. In 2014 won de Française Pauline Ferrand-Prevot. Deze editie werd gewonnen door haar Nederlandse ploeggenote Anna van der Breggen. Zij nam hiermee ook de leiding in de wereldbeker over van de Belgische Jolien D'Hoore.

### Deelnemende ploegen
| UCI Womens Tour | UCI Womens Tour                | UCI Womens Tour                 | Nationaal        |
| --------------- | ------------------------------ | ------------------------------- | ---------------- |
| Rabo-Liv        | Alé Cipollini                  | Parkhotel Valkenburg            | Verenigde Staten |
| Boels-Dolmans   | Lotto Soudal Ladies            | Topsport Vlaanderen-Pro-Duo     | Frankrijk        |
| Wiggle Honda    | Inpa Sottoli Bianchi Giusfredi | Lensworld.eu - Zannata          | Rusland          |
| Bigla           | Liv-Plantur                    | BTC City Ljubljana              | Canada           |
| Orica-AIS       | Astana-Acca Due O              | Poitou-Charentes.Futuroscope.86 |                  |
| Velocio-SRAM    | Hitec Products                 | Matrix Fitness                  |                  |
| Servetto Footon | BePink La Classica             | Bizkaia-Durango                 |                  |

### Uitslag
| Plaats  | Naam                   | Ploeg                | Tijd     |
| ------- | ---------------------- | -------------------- | -------- |
| Winnaar | Anna van der Breggen   | Rabo-Liv             | 3u18'46" |
| 2       | Annemiek van Vleuten   | Bigla                | + 12"    |
| 3       | Megan Guarnier         | Boels-Dolmans        | + 20"    |
| 4       | Ashleigh Moolman       | Bigla                | + 32"    |
| 5       | Katarzyna Niewiadoma   | Rabo-Liv             | + 40"    |
| 6       | Evelyn Stevens         | Boels-Dolmans        | + 44"    |
| 7       | Roxane Knetemann       | Rabo-Liv             | + 46"    |
| 8       | Pauline Ferrand-Prevot | Rabo-Liv             | + 57"    |
| 9       | Alena Amialiusik       | Velocio-SRAM         | + 1'07"  |
| 10      | Emma Johansson         | Orica-AIS            | z.t.     |
| 11      | Karol-Ann Canuel       | Velocio-SRAM         | + 1'10"  |
| 12      | Elena Cecchini         | Lotto Soudal Ladies  | + 1'13"  |
| 13      | Janneke Ensing         | Parkhotel Valkenburg | + 1'16"  |
| 14      | Sabrina Stultiens      | Liv-Plantur          | z.t.     |
| 15      | Lauren Komanski        | Verenigde Staten     | + 1'21"  |
| 16      | Carlee Taylor          | Lotto Soudal Ladies  | + 1'27"  |
| 17      | Andrea Dvorak          | Verenigde Staten     | + 1'30"  |
| 18      | Elisa Longo Borghini   | Wiggle Honda         | + 1'35"  |
| 19      | Amanda Spratt          | Orica-AIS            | + 1'38"  |
| 20      | Anabelle Dreville      | Frankrijk            | + 1'49"  |
|         |                        |                      |          |
| 34      | Jessie Daams           | Lotto Soudal Ladies  | + 4'22"  |